# جلتنة النشا
جلتنة النشا هي عملية تحطيم الروابط بين الجزيئات لجزيئات النشا في وجود الماء والحرارة، مما يسمح لمواقع الروابط الهيدروجينية (هيدروجين الهيدروكسيل والأكسجين) بتفاعل مع المزيد من الماء؛ يؤدي هذا إلى إذابة حبيبات النشا في الماء بشكل نهائي، يعمل الماء كمادة ملدنة.

## عملية الجلتنة
تحدث ثلاث عمليات رئيسية لحبيبات النشا: انتفاخ الحبيبات، الذوبان البلوري والحلزوني المزدوج، وترشيح الأميلوز.
- انتفاخ الحبيبات: أثناء التسخين، يتم امتصاص الماء أولاً في المساحة غير المتبلورة من النشا؛ مما يؤدي إلى ظاهرة التورم.[1]
- ذوبان الهياكل الحلزونية المزدوجة: يدخل الماء بعد ذلك عبر مناطق غير متبلورة إلى المناطق المرتبطة بإحكام من الهياكل الحلزونية المزدوجة للأميلوبكتين، في درجات الحرارة المحيطة لا تسمح هذه المناطق البلورية بدخول الماء، تتسبب الحرارة في انتشار الماء في هذه المناطق وتبدأ سلاسل الأميلوز في الذوبان والانفصال إلى شكل غير متبلور ويتناقص عدد وحجم المناطق البلورية، تحت المجهر في الضوء المستقطب يفقد النشا انكساره الثنائي وصليبه المتداخل.[1]
- ترشيح الأميلوز: إنَّ اختراق الماء يزيد من العشوائية في بنية حبيبات النشا ويسبب التورم، في النهاية تتسرَّب جزيئات الأميلوز إلى المياه المحيطة وتتفكك البنية الحبيبية.

تعتمد درجة حرارة جلتنة النشا على نوع النبات، كمية الماء الموجود، درجة الحموضة، أنواع وتركيز الملح، السكر والدهون والبروتين في الوصفة، بالإضافة إلى استخدام تقنية اشتقاق النشا. تبدأ بعض أنواع النشويات الأصلية غير المعدلة بالانتفاخ عند درجة حرارة 55 درجة مئوية، بينما تبدأ أنواع أخرى عند درجة حرارة 85 درجة مئوية. تعتمد درجة حرارة جلتنة النشا المعدل على سبيل المثال على درجة الارتباط المتبادل أو المعالجة الحمضية أو الأستلة.
يمكن أيضًا تعديل درجة حرارة الهلام عن طريق التلاعب الجيني بجينات سينثاز النشا (Starch synthase). وتعتمد درجة حرارة الجلتنة أيضًا على كمية حبيبات النشا التالفة حيث أن هذه الحبيبات سوف تنتفخ بشكل أسرع. يمكن إنتاج النشا التالف على سبيل المثال أثناء عملية طحن القمح أو عند تجفيف كعكة النشا في مصنع النشا.
هناك علاقة عكسية بين درجة حرارة الجلتنة ومؤشر نسبة السكر في الدم، وتتطلب النشويات عالية الأميلوز المزيد من الطاقة لتفكيك الروابط وتحويلها إلى جزيئات النشا، حيث تعمل عملية جلتنة النشا على تحسين توافر النشا للتحلل المائي للأميليز، لذلك يتم استخدام جلتنة النشا باستمرار في الطهي لجعل النشا قابلاً للهضم أو لتكثيف/ربط الماء في أو الصلصة أو الحساء.

## تراجع الجلتنة
النشا الجيلاتيني، عند تبريده لفترة طويلة بما فيه الكفاية (ساعات أو أيام)، سوف يتكاثف (أو هلام) ويعيد ترتيب نفسه مرة أخرى إلى بنية أكثر بلورة؛ هذه العملية تسمى التراجع. أثناء التبريد تتجمع جزيئات النشا تدريجيًا لتشكل مادة هلامية، يمكن أن تحدث الارتباطات الجزيئية التالية: أميلوز-أميلوز، أميلوز-أميلوبكتين، وأميلوبكتين-أميلوبكتين، يرتبط الارتباط المعتدل بين السلاسل مع الماء الذي لا يزال موجودًا في شبكة الجزيء.
بسبب الارتباطات القوية للروابط الهيدروجينية، ستشكل جزيئات الأميلوز الأطول (والنشا الذي يحتوي على نسبة أعلى من الأميلوز) مادة هلامية صلبة. تزيد جزيئات الأميلوبكتين ذات البنية المتفرعة الأطول (مما يجعلها أكثر تشابهًا مع الأميلوز) من الميل إلى تكوين مواد هلامية قوية. تحتوي النشويات عالية الأميلوبكتين على هلام مستقر، ولكنها ستكون أكثر ليونة من المواد الهلامية عالية الأميلوز، حيث تحد هذه العملية من توفر التحلل المائي للأميليز مما يقلل من هضم النشا.

## النشا المعدَّل
النشا المعدَّل (الدكسترين) هو نشا تم طهيه ثم تجفيفه في مصنع النشا على مجفف أسطواني أو في جهاز بثق الطعام مما يجعل النشا قابلاً للذوبان في الماء البارد، وتُستخدم مجففات الرذاذ للحصول على سكريات النشا الجافة ومسحوق النشا المعدّل منخفض اللزوجة.

## تحديد الجلتنة
هناك تقنية بسيطة لدراسة تجلتُن النشا باستخدام جهاز (Brabender Viscoamylograph)، إنها تقنية شائعة تستخدمها الصناعات الغذائية لتحديد درجة حرارة اللصق وسعة التورم والقص/الثبات الحراري ومدى التراجع، في ظل ظروف خاضعة للرقابة يتم تسخين النشا والماء المقطر بمعدل تسخين ثابت في وعاء دوار ثم يتم تبريدهما، تعمل لزوجة الخليط على انحراف مستشعر القياس الموجود في الوعاء ويتم قياس هذا الانحراف على أنه لزوجة عزم الدوران مع مرور الوقت مقابل درجة الحرارة ويتم تسجيله على الكمبيوتر، حيث يتيح لنا مخطط اللزوجة أن نلاحظ: بداية الجلتنة، الحد الأقصى للجيلتنة، درجة حرارة الجلتنة، اللزوجة أثناء الإمساك واللزوجة في نهاية التبريد.
ويعد قياس السعرات الحرارية بالمسح التفاضلي طريقة أخرى تستخدمها الصناعات لفحص خصائص النشا الجيلاتيني، عندما يتم تسخين الماء مع حبيبات النشا تحدث عملية الجلتنة؛ مما يتضمن تفاعل ماص للحرارة.
يُطلق على بدء عملية الجلتنة اسم T-peak .T-onsat هو الموضع الذي يحدث فيه التفاعل الماص للحرارة عند الحد الأقصى، T- conclusion هو عندما تصبح جميع حبيبات النشا جيلاتينية بالكامل ويظل المنحنى مستقراً.